# Pseudomyrmex leptosus
Pseudomyrmex leptosus es una especie de hormiga del género Pseudomyrmex, subfamilia Pseudomyrmecinae. Fue descrita por Ward en 1985.
Es endémico de ciertas regiones de los Estados Unidos.